# Lukasova lípa
Lukasova lípa je jednou z nejmohutnějších lip na území České republiky. Nachází se v katastru obce Telecí v okrese Svitavy. Lípa je chráněna jako památný strom a v posledních letech se jí dostává řady ocenění a pozornosti. Historie většiny podobně starých stromů bývá opředena pověstmi a ani lípa Lukasova není výjimkou.

## Základní údaje
- název: Lukasova lípa, Zpívající lípa[2]
- druh: lípa velkolistá (Tilia platyphyllos)[1]
- výška: 18 m (1978),[3] 24,5 m,[1] 25 m (1997),[3] 26,5 m,[4] 18 m (2001)[5]
- výška koruny: 23 m[4]
- výška kmenu: 5 m[5]
- obvod: 962 cm (1899),[5] 1100 cm (1978),[3] 1130 cm (1997),[3] 1150 cm,[1] 1161 cm,[4] 1170 cm (2001)[5]
- věk: 500-600 let (1899),[6] 600-700 let,[4] 700 let[5]
- památný strom ČR: od 21. listopadu 1995[1]
- titul Strom Žďárských vrchů 2008[7]
- finalista soutěže Strom roku 2002 (4. místo)
- titul Strom roku 2021 v České republice
- sanace: 1982, 1986-87, nyní ve dvouletých intervalech (2008, 2010)[8][9]
- souřadnice: 49°42'8.769"N, 16°10'31.051"E

Lípa roste u stavení č. 102, 100 m od hlavní silnice.

## Stav stromu a údržba

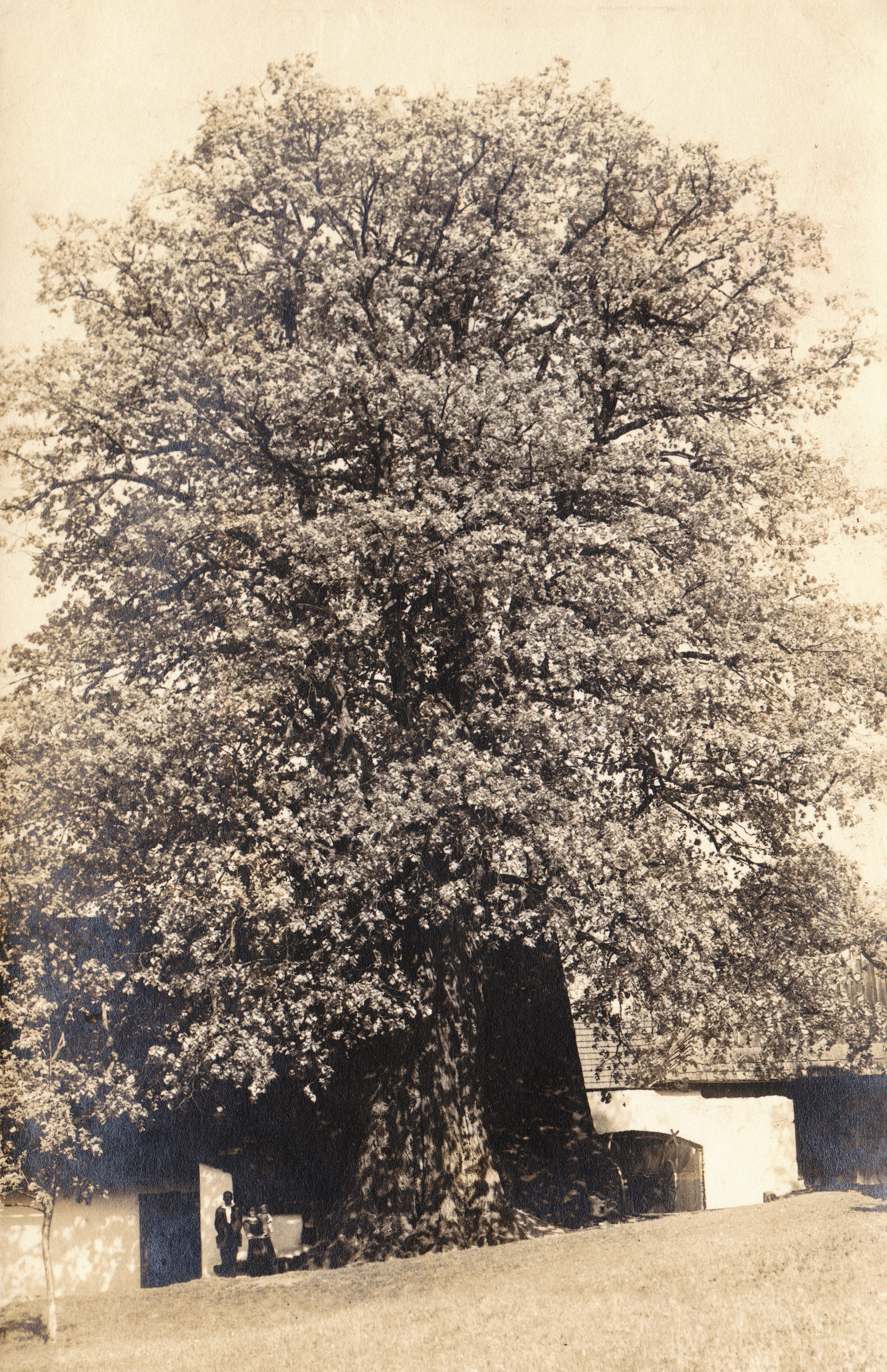
Lukasova zpívající lípa
kolem roku 1925

K roku 2010 je strom plně vitální, s původní korunou i kmenem. Kmen je dutý, s otvorem na úrovni země (ten je částečně zarostlý a donedávna byl zakrytý mříží). Původně byla dutina přístupná otvorem na úrovni střechy sousedícího domu (podle pamětníků již koncem 19. století).
První ošetření vzešlo z iniciativy vyvinuté majiteli přilehlého stavení: Ořez odumřelých větví a zakrytí otvorů bylo provedeno v srpnu 1982 horolezeckým oddílem tělovýchovné jednoty Moravská Třebová. 22. října 1983 došlo na znalecký posudek fytopatologa doc. Ing. Aloise Černého, CSc. z vysoké školy zemědělské v Brně. Doc. Černý diagnostikoval napadení dřevomorem kořenovým (Hypoxylon deustum) před 380-420 lety (tzn. v období 1560–1600). Napadené mrtvé dřevo znemožňovalo regeneraci stromu, a proto bylo doporučeno jeho odstranění.
K tomu došlo až v období podzim-zima 1986–1987, kdy se strom dočkal své první celkové sanace. Pod vedením arboristy Martina Němce bylo z lípy vyvezeno 15 m³ odumřelé hmoty (dřevo, listí), která strom zaplňovala do výše 1,5 metru. Mimo jiné v lípě byly nalezeny i staré pálené nádoby, některé z období středověku (historicky zajímavé předměty skončily v Městském muzeu v Bystřici nad Pernštejnem). Odhalené otvory, kde hrozilo zatékání, byly zakryty; ostatní ponechány otevřené pro zajištění ventilace. Krom toho došlo k prořezání suchých větví a na ochranný nátěr vnitřku dutiny. Celkově si tento zákrok vyžádal 540 hodin práce zhruba ve 13 lidech.
16. srpna 1991 Martin Němec odstranil 50 cm silnou větev, která postupně odumírala po zásahu bleskem 19. června 1986.
O lípu se od roku 1986 až po současnost stále stará pan Martin Němec, pouze v období jeho nepřítomnosti 1. až 2. října 2008 provedl konzervaci z pověření CHKO Žďárské vrchy pan Milan Antoš z Pardubic (ořez suchých větví, utěsnění otvoru směrem k chalupě). Od poloviny devadesátých let jsou každý sudý podzim prováděny preventivní prohlídky s ořezem suchých a odumřelých větví. Strom regeneruje a otvory do dutiny se postupně zacelují.
V roce 2021 se strom účastní soutěže Strom roku. V září roku 2021 bylo oznámeno, že zpívající lípa se stala Stromem roku.

## Historie a pověsti
Nejznámější je pověst o stařečku Jirouškovi, který v duté lípě za doby temna přepisoval Nový zákon a žalmy. Při přepisu si žalmy zpíval a zpěv, který se mísil s šuměním listí, se nesl krajem a dal údajně vzniknout přízvisku lípy.
Variací na pověst existuje celá řada. Liší se jak ústřední postava (30letý muž, mnich, řádoví bratři, stařeček), tak i závěr příběhu. Mezi spisovatele, kteří tuto pověst zahrnuli do svého díla, patří Alois Jirásek, Teréza Nováková, J.Orebský (vl. jm. Josef Koblížek), Adolf Wenig, Miloslav Bureš, Jan Alois Cupal, Leontina Mašínová, František Páral a Marie Hrušková.

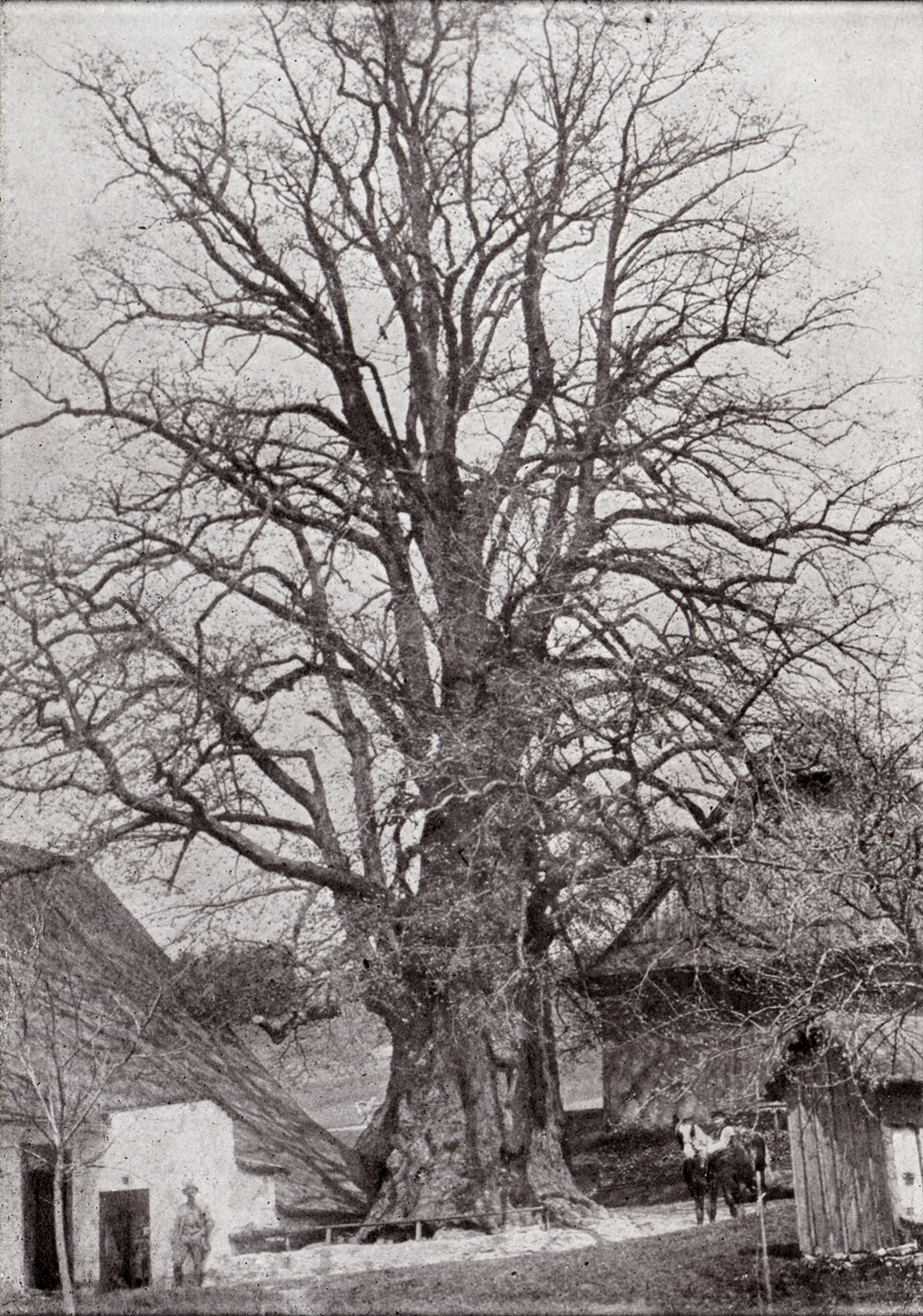
Lukasova zpívající lípa
kolem roku 1935

Podle výzkumu Mgr. Veroniky Dvořáčkové nelze příběh s jistotou potvrdit ani vyvrátit, ale ve své nejrozšířenější verzi se jeví jako méně pravděpodobný, resp. problematicky realizovatelný.
Výrazněji odlišná verze pověsti datovaná do 2. poloviny 18. století byla otištěna roku 1891 v časopisu Háj. Místní hospodář, český bratr, očekával návštěvu evangelického faráře ze Slezska. Vyhlížel ho z lípy, propadl se ale do dutiny a následkem pádu ohluchl. V lípě pak trávil čas a prozpěvoval si žalmy.
Druhé přízvisko lípy se odvíjí od rodu Lukasů (či Lukásů, případně Lukášů), kterým statek patřil do roku 1915, kdy poslední z rodu, Josef Lukas, padl na italské frontě.
Alois Jirásek na lípu vzpomněl ve svých pamětech (úryvek):
| „                                            | Památný ten strom jsem uviděl. Vypínal se opodál vsi ve travnatém, táhlém břehu, maje ve společnosti několik mladších jasanů a javor. Bylo to pěkné místečko. Chudinka lípa stará! Z daleka jsem ji poznal, babičku sešlou, kmene trouchnivého, div že se nerozpadla, s korunou z části jen zelenou. Ale žila a zelenala se, jakoby se těšíc z krásného, letního jitra, jaké právě bylo, když jsem k ní docházel. A divnou náhodou byla mně také zpívavou. Z nitra jejího ozýval se mladý, svěží hlas, jenž jasně zahalekal a pak vesele zazpíval. Poslouchal jsem, pak blížil jsem se opatrně, abych ptáčka nesplašil. A tak jsem přistihl tam pasáčka bosého, jehož dvě kravky se opodál pod jasany na zarosené trávě popásaly. Dal jsem se s ním do hovoru. O „zpívavé“ lípě věděl i o stařečkovi kdysi tu zajatém. Viděl jsem také na starém stromu, jak ho mají vesničané v lásce a vážnosti. Byloť patrno, že se snažili, aby ho udrželi, aby mu věku prodloužili; obmazovali ho a obvazovali, kde toho bylo nutno. Těšilo mne to. Usednuv na chlapcovo místo, když poodehnal, hleděl jsem se zalíbením do kusé koruny zpívavé lípy, na ves ve stráních pode mnou. | “ |
| — Alois Jirásek, Domů a jiné obrázky, Stromy | |   |

## Další zajímavosti

Znak obce s lípou

Pokud bychom počítali pouze živé stromy, je Lukasova zpívající lípa s obvodem přes 1170 centimetrů třetím nejmohutnějším památným stromem České republiky - jen několikacentimetrový náskok proti ní má Sudslavická lípa (1180 cm aktuálně). Největší obvod z našich stromů má Vejdova lípa s 1225 cm. Do roku 1951 byla snad ještě mohutnější Běleňská lípa s 1250 cm - dnes je ale vinou zásahu bleskem (1950) na 540 cm, podobně skončila i lípa ve Lhotce. Často je také uváděna Tatrovická lípa s původním obvodem 1650 cm. Ta ale vznikla srůstem výmladků původního, dnes již neexistujícího, kmene. Poškozením při vichřici (1997) klesl obvod na 1122 cm.
Lukasova lípa se roku 2003 dostala do znaku obce Telecí, v roce 2004 pak na poštovní známky v hodnotě 6,50 Kč. Autory grafické podoby byli Petr Dvořáček, grafik RNDr. Adolf Absolon a rytec Martin Srb. Ve 20. letech 19. století byla často k vidění na pohlednicích. Lípě byl věnován prostor v televizním pořadu Paměť stromů, konkrétně v dílu číslo 14, Stromy pohádek a tajemných sil.
Do dnešní doby byla v České republice vysázena řada potomků lípy, například 29. května 2010 ke 430. výročí povýšení Bystřice nad Pernštejnem na město, nebo vysazení 14leté lípy k 600. výročí obce Telecí slaveném 6.-8. července 2003.

## Památné a významné stromy v okolí
- Pajkrův dub v Telecí
- Vopařilova jedle †
- Drašarova lípa
- Lípa v Pusté Rybné †

#### Pověsti
- BUREŠ, Miloslav. Zpívající lípa: pověsti a příběhy z Vysočiny. Polička: Městská knihovna, 2005. 163 s. ISBN 80-239-5801-1.
- JIRÁSEK, Alois. Domů a jiné obrázky. Praha: J. Otto, 1930. 359 s.
- NOVÁKOVÁ, Teréza. Z nejvýchodnějších Čech. Polička: F. Popelka, 1898. 207 s.
- CUPAL, Jan Alois. Z dávných dob. Polička: F. Popelka, 1893. 47 s.
- WENIG, Alois. České pověsti. Praha: Olympia, 1975. 174 s.
- PÁRAL, František. Zpívající lípa. Bratrská rodina. Listopad 1986, roč. 1986, čís. 11, s. 171–172.
- HRUŠKOVÁ, Marie. Stromy pamatují. Ilustrace Jaroslav Turek. Praha: [s.n.], 1999. 83 s. ISBN 80-238-4614-0.

#### Odborná literatura
- NĚMEC, Jan. Památné stromy v Čechách, na Moravě, ve Slezsku. Praha: Olympia, 2003. 224 s. ISBN 80-7033-781-8.
- HRUŠKOVÁ, Marie. Památné stromy (1). Ilustrace Jaroslav Turek. [s.l.]: Silva Regina, 1995. 192 s. ISBN 80-902033-0-2.
- HRUŠKOVÁ, Marie. Za památnými stromy Vysočiny II. Ilustrace Marie Holečková. Beroun: MH, 2009. 159 s. ISBN 978-80-86720-46-3.
- CHADT-ŠEVĚTÍNSKÝ, Jan Evangelista. Staré a památné stromy v Čechách, na Moravě a ve Slezsku. 2., rozmn. vyd.. vyd. Praha: vl. náklad, 1913. 215 s.